# Falkenstein (Jonsdorf)
Der Falkenstein ist ein einzeln stehender markanter Sandsteinfelsen im Zittauer Gebirge. Er steht auf dem Hauptkamm des Lausitzer Gebirges, dessen Teil das Zittauer Gebirge ist. Die tschechisch-deutsche Staatsgrenze verläuft direkt neben dem Felsen.

## Geschichte
Bis 1922 und von 1938 bis 1946 gab es auf dem Felsen einen Aussichtspunkt, der durch eine Steiganlage erreichbar war. Reste der in den Felsen eingehauenen Stufen sind heute noch sichtbar. Seit 1922 bzw. 1946 dient der Felsen als Kletterfelsen für Sportkletterer.

## Lage und Umgebung
Vom Gipfel hat man eine Aussicht zur Lausche im Westen, auf den böhmischen Teil des Lausitzer Gebirges im Süden und auf das Zittauer Gebirge im Norden. Nur 50 Meter südlich des Falkensteins auf tschechischer Seite liegt ein weiterer Sandsteinfelsen, der Krkavčí kameny bzw. Sokolík (deutscher Name: Rabensteine bzw. Kleiner Falkenstein). 100 Meter östlich des Falkenstein quert der Fahrweg (auf deutscher Seite „Lichtenwalder Straße“) zwischen Jonsdorf und Dolní Světla den Kamm des Lausitzer Gebirges.

## Felsklettern
Auf den Falkenstein gibt es über 20 Kletterrouten in den Schwierigkeitsstufen II bis VIIIa nach sächsischer Skala mit 14 bis 22 Meter Länge. Der Felsen wird dem Teilgebiet Jonsdorf des Klettergebiets Zittauer Gebirge zugeordnet. Es gelten die sächsischen Kletterregeln. Der benachbarte auf böhmischer Seite liegende Sokolík wird dem Teilgebiet Jedlová a Luž des Klettergebiets Lužické hory zugeordnet.